# قلم دزفولی

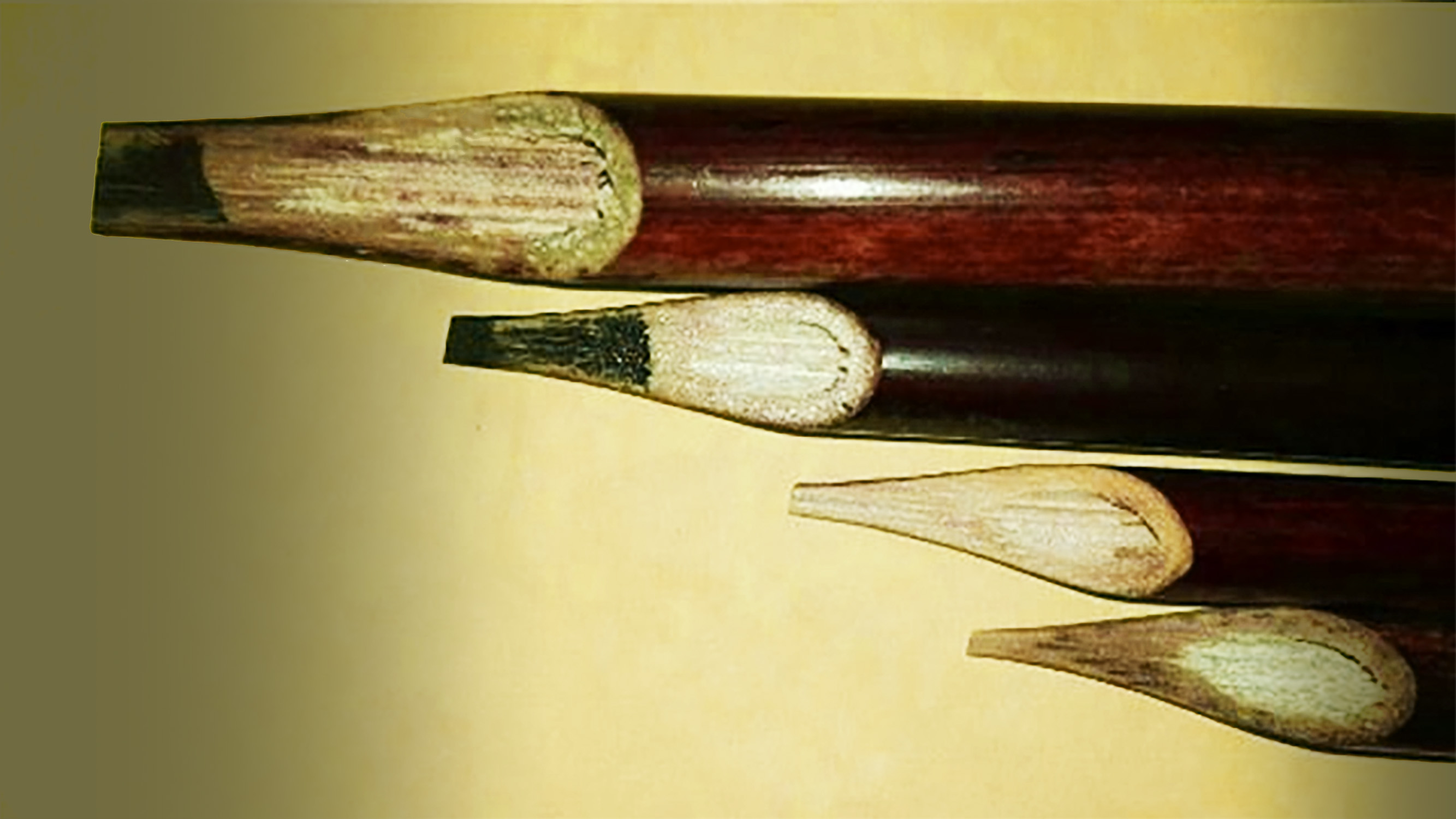
قلم‌های نی دزفولی

قلم دزفولی نوعی قلم نی و از کالاهای شهر دزفول به حساب می آید که به دلیل رنگ و جنس و کیفیت آن مورد توجه هنرمندان خوشنویس قرار گرفته است. قلم دزفولی همچون قلم‌نی شوشتری از قلم‌های شناخته شده در ایران به شمار می‌رود.

## تاریخچه قلم دزفولی
از چند قرن پیش از آغاز کشت قلم‌نی در دزفول، قلم شوشتری که از شهر شوشتر می‌آید مشهور بوده است. قلم‌نی شوشتری علاوه بر ایران، تا عثمانی و هندوستان صادر می‌شده‌است. شهر دزفول در همسایگی شهر شوشتر قرار دارد و این دو شهر موقعیت جغرافیایی تقریبا یکسانی دارند، بنابر این می‌توان قلم‌نی دزفولی را که حدود صد سال قدمت دارد، از لحاظ مرغوبیت در امتداد قلم‌نی مشهور شوشتری دانست. پژوهشگران و نویسندگان بسیاری در قرنهای گذشته تا زمان معاصر از شهرت قلم شوشتری سخن گفته‌اند. از جمله الیویه پژوهشگر فرانسوی، سید نعمت‌الله جزایری نویسنده دوره صفوی در قرن دوازدهم هجری، میرزا عبداللطیف موسوی سفرنامه‌نویس دوره قاجار، فرصت شیرازی نویسنده و ادیب دوره قاجار و عبدالغفار نجم‌الدوله از نویسندگان و معلمان مدرسه دارالفنون در دوره قاجار و پهلوی از شهرت قلم‌نی شوشتری در ایران و سایر کشورها نوشته‌اند.
بعلاوه، قلم شوشتری جایگاه ویژه‌ای در ادبیات فارسی داشته است. انوری در شعر خود می‌گوید:
| مرکب آید از تبریز توقیع منیرت را |

| قلم آید از شوشتر، قلمدان ز اصفهان بادت |

قاآنی در قصیده ۲۰ و قطعه ۹۷ اشعارش چنین می‌سراید:
| به دستم شد آن شوشتر خامه (قلم) جنبان |

| چو در دست بربط نوازان مضارب |

| فصّاد نیستم ولی ای شُشتری قلم |

| در سفک خون خصم تو ماند به نشترم |

در مورد تاریخچه ی قلم نی دزفول تحقیقات کافی بعمل نیامده و اینکه آیا در دزفول کشت می‌شده و یا از جای دیگری به این منطقه آورده شده، اطلاع دقیق و موثقی در دست نیست. اما افراد گوناگون کشت اولیه آن در دزفول را به خانواده‌های مختلفی نسبت داده‌اند.
برای نمونه، رئیس سابق انجمن خوشنویسان خوزستان معتقد است که برای اولین بار فردی به نام قلمکاران بیش از صد سال پیش اولین مزرعه ی کاشت نی به روش دستی در اطراف رودخانه ی دز احداث کرده است.  برخی نیز معتقدند اولین بار فردی به نام قلمبر کشت قلم‌نی در دزفول را آغاز کرده است.

## ویژگیها
قلم‌نی مرغوب را نمی توان به رنگ آن مربوط دانست. زیرا برخی از آنها که به رنگ نسبتا سفید یا ابلق می‌باشند، بسیار سفت و سخت و ستبر و استخوانی بوده و مورد توجه بسیاری از خوشنویسان واقع‌اند. با این وجود، طبق ذهنیت برخی خوشنویسان اوج پختگی قلم‌نی مرتبط با رنگ سرخ و سیاه آن دانسته می‌شود. نوع سرخ و سیاه معمولا بیشترین متقاضیان را دارد و مورد استفاده ی همگان قرار گرفته است.

## کشت قلم نی
قلم‌نی گیاهی است کاملا خودرو و خزنده که همیشه بذر خود را همراه دارد. البته نه به آن معنا که بطور وحشی به ثمر بنشیند.
از آنجا که مدت زمان طولانی چند ساله نیاز است که بذر به یک بوته‌ی بزرگ و با ارزش تبدیل شود، به جای بذر از ریشه‌ی آن برای کشت استفاده می شود. یعنی قطعات کوچک از یک ریشه چندین ساله را جدا کرده و بطور منظم در یک ردیف کشت می‌کنند. حدودا هفت سال طول می‌کشد تا یک قطعه کوچک به یک بوته باارزش تبدیل گردد.